# Pál levele a rómaiakhoz

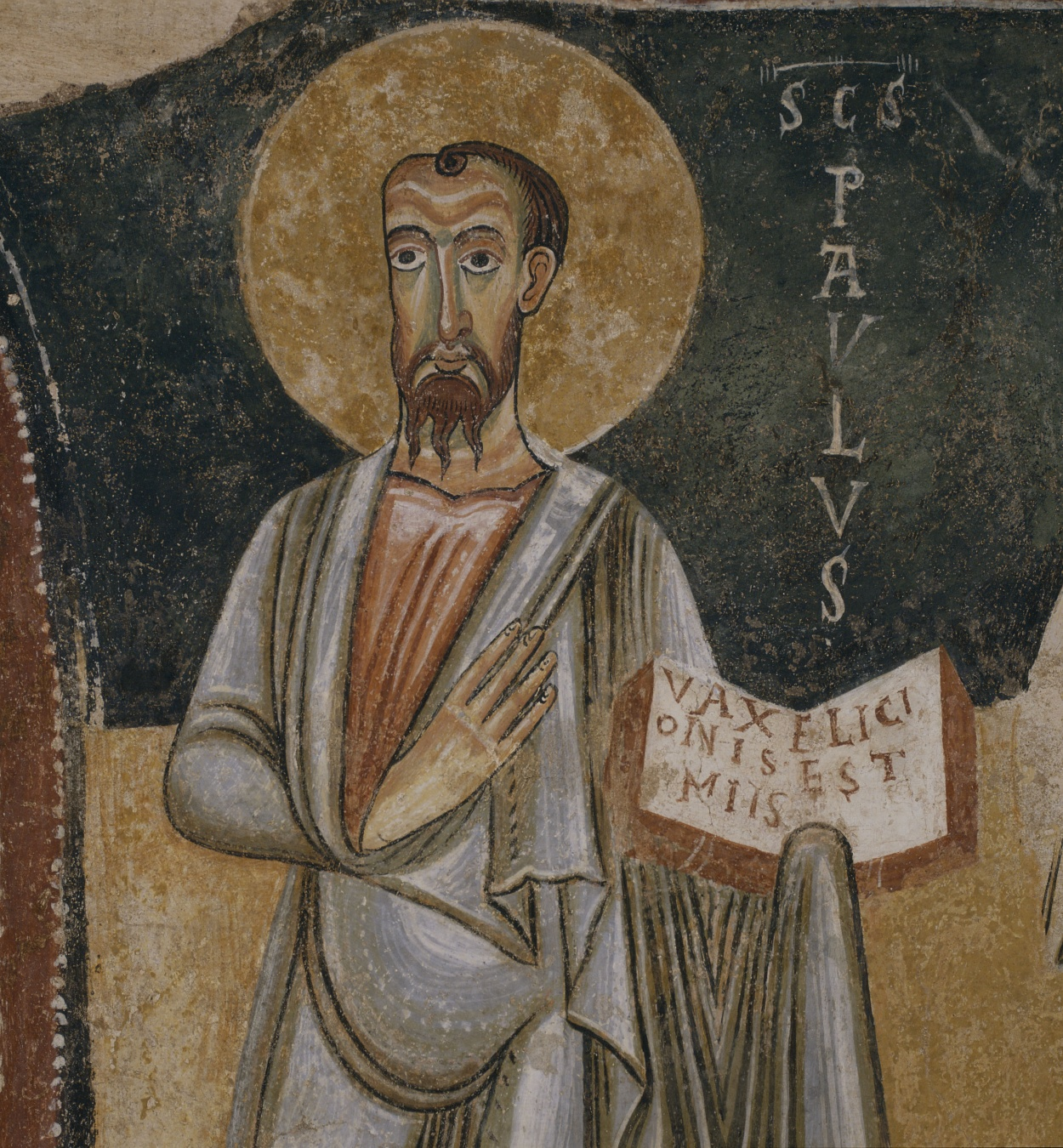
Pál apostol ábrázolása az katalóniai orcaui freskón

Pál levele a rómaiakhoz, más néven A rómaiakhoz írt levél vagy Római levél az Újszövetség hatodik könyve. Kulcsszava és legfőbb fogalma a megigazulás. Ennek köszönhetően mind Augustinus, mind a lutheri reformáció számára a legfontosabb újszövetségi könyv volt. Pál apostol valószínűleg Korinthoszban írta a levelet, Kr. u. 55-56-ban vagy 57-58-ban.

## A levél címzettjei, keletkezésének ideje és helye
Néró római császár uralkodásának első éveiben érvényét veszíti a Claudius edictuma és a zsidók visszamehettek a római birodalom fővárosába. A visszatérő zsidókeresztények megdöbbenve tapasztalták, hogy pogánykeresztény hittestvéreik nem akarják őket visszaengedni az egyházba.  A római keresztény gyülekezetet, mely Kr. u. 50 előtt jött létre, nem Pál apostol alapította. E Krisztus-hívők a hitük miatt nem járhattak a zsinagógákba, ezért a keresztények csoportjai „házi csoportokat” alkottak (vö. 15,14-15) Ennek apropójából született Pálnak a Rómaiakhoz írt levele.

## A levél tartalma
A Római levél már említett műfaji jellegzetességével nem áll ellentétben, ha azt mondjuk, hogy Pál „az ő evangéliumát” (2:16; 16:25) fejti ki benne lehető teljességgel, mégpedig egy olyan igehirdetés formájában, amelynek textusa a Hab 2:4-beli mondat: ho dikaios ek pisteós zésetai. Zsidókból és pogányokból lett keresztyéneknek egyaránt arról szól alapvetően az igehirdetés, hogy kegyességünkben Istenre kell esnie minden hangsúlynak, és el kell némulnia minden oldalról jövő, bármily vélt alapra támaszkodó dicsekvésnek (3:19k.).
A levél főbb gondolatkörei ezek:
- a) a kegyelemről úgy tanít a levél, mint amely előzménye a hit által való megigazulásnak, mértéke minden elképzelést meghalad; és ahogyan egynek engedetlensége folytán mindenkire kihatott a kárhozat, úgy egynek engedelmessége által kihat mindenkire a kegyelem;
- b) a törvényről azt mondja el a levél, hogy pneumatikus valóság, és Isten tervében az a sajátos funkciója, hogy tudatossá tegye az ember előtt a bűnt;
- c) a „hit törvénye” az ember életének egyedüli megoldása: a hit magában foglalja az engedelmesség mozzanatát is: a váltság tényeinek indicativus-át mindig követi az erkölcsi imperativus;
- d) a reménység ad erőt az embernek az engedelmességre, és ez állítja az embert a jövőre nézve sajátos szolidaritásba az egész teremtett világgal;
- e) a privilégiumok haláláról tanít a levél abban az értelemben, hogy a kiváltságok nem szűnnek meg, hanem új értelmet kapnak a nagyobb felelősség irányában;
- f) a világi hatalom iránti engedelmességről a római gyülekezethez a maga konkrét élethelyzetében szól, így mutat rá Isten akaratára, amelyet minden időszakban minden egyháznak a maga sajátos élethelyzetében kell újra megértenie;
- g) Izráel és a pogányok viszonyáról szólva Isten üdvözítő tervének összefüggésében ismerteti ezt először, azzal az igénnyel, hogy a római – gyülekezet önkörén belül is ennek megfelelően rendezze ezt a kérdést.

### A levél szerkezete
I. Bevezetés (1,1-1,17)

II. Isten igazsága (1,18-11,36)

1. Isten igazságának szükségszerűsége: Isten haragja 
a homoszexualitás bűn voltát illetően (1,18-1,32)
a zsidókon (2,1-3,8)
az egész emberiségen (3,9-3,20)
2. Isten igazsága Jézus Krisztus által
alaptétel (3,21-3,31)
a Szentírás bizonysága (4,1-4,25)
szabadon a haláltól (5,1-5,21)
szabadon a bűntől (6,1-6,23)
szabadon a Törvénytől (7,1-7,25)
szabadon, mint Isten fiai (8,1-8,39)
3. Isten igazsága Izráel sorsában (9,1-11,36)
III. Intelmek (12,1-15,13)

Isten tisztelete (12,1-12,21)
a felsőbbségről (13,1-13,17)
a szeretet parancsa (13,8-13,10)
paruzia (13,9-13,10)
erősek és erőtlenek (14,1-15,13)
IV. Befejező rész (15,14-16,27)

személyes tervek és záradék (15,14-15,32)
efezusi kísérőlevél (16,1-16,24)
doxológia (16,25-16,27)

### A levél kutatása
A levelet a kutatók többsége két részre osztja, az első a rómaiakhoz szól, míg a második feltehetően az efezusi közösségnek. Eszerint lehetett egy olyan római levél, amelyet minden közösséghez elküldték, így másolatban kapták meg, és ahhoz egy olyan levelet csatoltak, amely minden közösséghez külön szólóan fogalmaztak volna. Amit ismerünk az éppen az efezusi közösségnek íródhatott, ez maradt fenn.
Másik felfogás szerint nem köszönt személyesen ismert gyülekezet tagjait, hanem azért üdvözöl ilyen sok személyt, mert igyekszik megmutatni, hogy bár nem járt Rómában, de sok ismerőse van ott. Igaz ugyan, hogy Priscillát és Aquilát Claudius száműzte Rómából, de Claudius halála után visszamehettek oda. Ilyen módon nem választható el és ez a szempont egységesebbnek tartja a Római levelet.

## Földrajzi és természetrajzi ismeretek
Egy "Ambrosiaster" nevű ókeresztény irat szerint a római keresztények az apostolok segítsége nélkül, zsidó-keresztény alapokon ismerkedtek meg a keresztény hittel. A római keresztények emlékei a ma is létező katakombák, ahová rendszeresen bemenekültek az üldözött keresztények.

### Róma
A levél megírásakor Rómának hozzávetőlegesen egymillió lakosa volt, melyből ötvenezren zsidó származásúak voltak. Kr. u. 49-ben Claudius kiutasította a zsidókat Rómából egy bizonyos "Chrestus" miatt, az indok szerint miatta "közrendet veszélyeztető zavargások" törtek ki. A történészek a "Chrestus" nevet a Krisztus név egy változatának vélik.

## Kapcsolódó szócikk
- Biblia